# Complexe parlementaire de la république d'Indonésie
Le complexe parlementaire de la république d'Indonésie (Kompleks Parlemen Republik Indonesia ou Gedung MPR/DPR/DPD) est le siège du pouvoir législatif indonésien. Il rassemble l'Assemblée délibérative du peuple (Majelis Permusyawaratan Rakyat, MPR), le Conseil représentatif du peuple (Dewan Perwakilan Rakyat, DPR) et le Conseil représentatif des régions (Dewan Perwakilan Daerah, DPD).

## Histoire

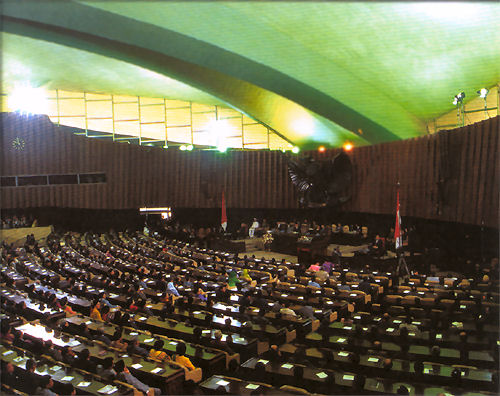
Session de travail du DPR

La construction du bâtiment a été décidée le 8 mars 1965 par Soekarno, le premier président d'Indonésie. À l'origine, sa destination était d'abriter la Conférence des forces nouvelles émergentes (CONEFO), un concurrent pour l'Organisation des Nations unies à destination du mouvement des non-alignés. La première conférence devait se tenir en 1966 et le bâtiment devait être terminé avant le 17 août 1966, ce qui laissait 17 mois pour la construction. Celle-ci commença en mars 1965 après une compétition d'architectes. Le projet a été stoppé en raison du mouvement du 30 septembre 1965. L'idée de la CONEFO fut abandonnée avec la chute de Soekerno mais l'ouvrage fut repris en 1966 avec un nouveau but : servir de siège au pouvoir législatif. Le complexe fut terminé en trois étapes, mars 1968 (pour le bâtiment principal Nusantara, 1978 et 1983.
À la suite des émeutes de Jakarta de mai 1998, les bâtiments sont occupés par 80 000 étudiants qui protestaient contre le massacre de l'université Trisakti, la présidence continue de Soeharto et pour demander la dissolution de l'Assemblée délibérative du peuple et du Conseil représentatif du peuple pour le mandat 1998-2003.

## Bâtiments

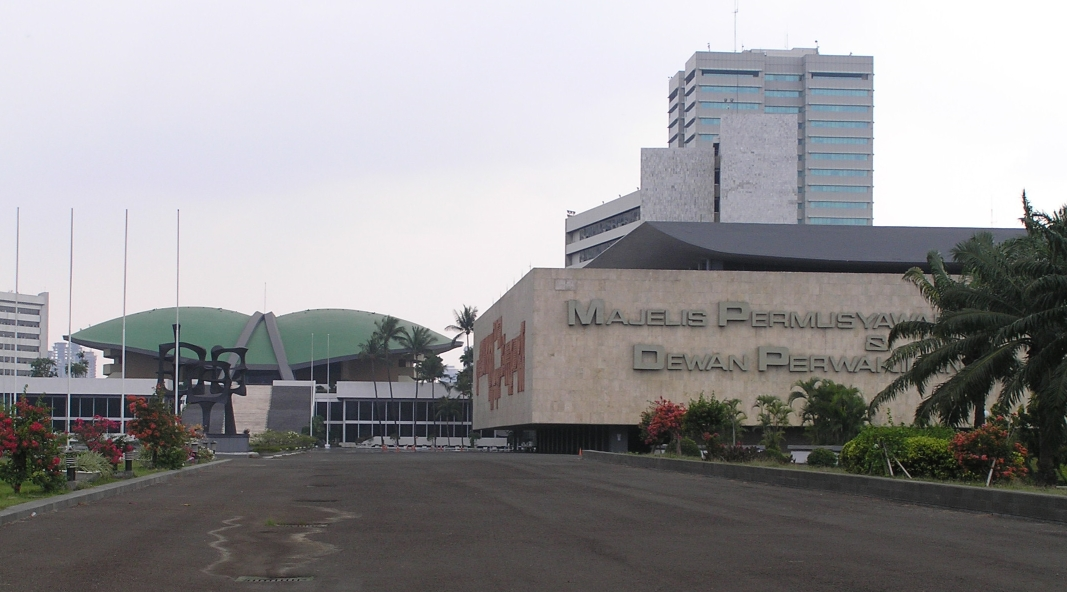
Vue globale du complexe

Le complexe se compose de six bâtiments. Le bâtiment principal se nomme Nusantara, est couvert par un toit en forme d'ailes de Garuda et renferme une salle de réunion plénière d'une capacité de 1 700 sièges. Les cinq autres bâtiments sont Nusantara I, un immeuble de 23 étages composé des bureaux des membres de la législature et de salles de réunions ; Nusantara II et Nusantara III, qui accueillent les salles de réunion de comités et des bureaux ; Nusantara IV, utilisé pour les conférences et les cérémonies et Nusantara V qui dispose d'une salle d'une capacité d'accueil de 500 sièges.